# Asja Jovanović
Asja Jovanović (5. srpnja 1956.), hrvatska filmska, televizijska i kazališna glumica.

## Filmografija

### Televizijske uloge
- "Kumovi" kao Lidija Gabrijela Skelin (2022. – 2024.)
- "Metropolitanci" kao Roza Vrabec (2022.)
- "Bogu iza nogu" kao baba Mara (2021.)
- "Čista ljubav" kao Blaženka Balog (2017. – 2018.)
- "Kud puklo da puklo" kao baba Ika (2015.)
- "Počivali u miru" kao Helga (2013.)
- "Nedjeljom ujutro, subotom navečer" kao Hansova baka (2012.)
- "Stipe u gostima" kao Vesna (2012.)
- "Stipe u gostima" kao knjižničarka (2011.)
- "Najbolje godine" kao Danica Hajduk-Lehner (2009. – 2011.)
- "Stipe u gostima" kao Vesna (2009.)
- "Odmori se, zaslužio si" kao Jimijeva žena (2007.)

### Filmske uloge
- "Garbula" kao Ivka (2022.)
- "Ti mene nosiš" kao skripterica (2015.)
- "Ljubavni život domobrana" kao Sašina mama (2009.)
- "Kenjac" kao tetka (2009.)
- "Zagrebačke priče" (2009.)
- "Ciao mama" kao mama (2009.)
- "Ponedjeljak" kao majka (2006.)
- "Ajde, dan... prođi..." kao Anita (2006.)
- "Duga mračna noć" kao Ruth (2004.)
- "Onaj koji će ostati neprimijećen" (2003.)
- "Ajmo žuti" kao Željka (2001.)
- "Đuka Begović" kao Ljubica (1991.)
- "Karneval, anđeo i prah" (1990.)
- "Krvopijci" kao nepoznata žena (1989.)
- "Nemir" kao Marija (1982.)

### Sinkronizacija
- "Pepeljuga" kao Maćeha (2005.)

## Vanjske poveznice
- Asja Jovanović u internetskoj bazi filmova IMDb-u (engl.)
- Stranica na Kenjac.com